# Absolute First Album
Absolute First Album è il primo album discografico del gruppo musicale sudcoreano T-ara, pubblicato nel 2009 dall'etichetta discografica Core Contents Media insieme a LOEN Entertainment. L'album è stato poi ristampato, con il titolo Breaking Heart, il 3 marzo 2010.

## Descrizione
Nel novembre 2009 venne annunciato che le T-ara avrebbero pubblicato il loro primo EP, ma la settimana successiva fu confermata l'uscita di un album. L'album fu diffuso in formato digitale il 27 novembre, con l'uscita fisica il 4 dicembre. Il disco arrivò al primo posto su tutte le principali classifiche musicali.
Per promuovere l'album, il gruppo pubblicò due potenziali title track con l'uscita in digitale il 27 novembre. Dopo che i video teaser di Bo Peep Bo Peep e Like the First Time furono diffusi, fu condotto un sondaggio al fine di determinare la canzone che sarebbe stata il primo singolo dell'album. Circa 9.000 fan votarono per Like the First Time, vincendo così il sondaggio, tuttavia la Core Contents Media dichiarò che il gruppo avrebbe iniziato le promozioni con Bo Peep Bo Peep, perché quest'ultima ricevette opinioni positive da parte della critica. Le T-ara vinsero il primo premio da un programma musicale con Bo Peep Bo Peep nella puntata di Capodanno di Music Bank e nel programma Inkigayo. Il gruppo si esibì anche con una versione remix e una natalizia del brano. Le promozioni per Like the First Time iniziarono nel 2010, ma durarono molto poco, poiché fu diagnosticata l'influenzavirus A sottotipo H1N1 a Soyeon.
Ai primi di febbraio 2010, fu annunciato che le T-ara avrebbero pubblicato una ristampa dell'album con una nuova title track, per ringraziare i fan del successo del loro primo album. La nuova title track, I Go Crazy Because of You, venne scritta dal cantautore Wheesung. Il pezzo raggiunse la prima posizione su tutte le principali classifiche musicali e fece vincere al gruppo diversi premi sui programmi settimanali M! Countdown e Inkigayo. Alla fine del 2011 fu dichiarato che I Go Crazy Because of You fu scaricato 4.164.777 volte nella sola Corea del Sud, diventando uno dei singoli più venduti nella storia della musica coreana e il secondo singolo più venduto delle T-ara, dopo Roly Poly. La ristampa uscì anche nelle Filippine da PolyEast Records nel giugno 2010 e a Taiwan da Alpha Media Music.
La tredicesima traccia del disco, Good Person (hangeul: 좋은 사람), è tratta dalla colonna sonora del drama coreano Cinderella Man. Scritta e composto da Han Seung-ho, la canzone venne pubblicata prima del debutto del gruppo, con i cinque membri originali delle T-ara. Sia il pezzo che il suo video musicale furono pubblicati il 29 aprile 2009 digitalmente. Dopo che Jiae e Jiwon lasciarono il gruppo, la canzone fu registrata nuovamente con le voci di Boram e Soyeon e successivamente inclusa nel primo album discografico.

## Tracce
1. One & One – 2:36 (Shinsadong Tiger, Choi Kyu-Sung)
2. Like the First Time (처음처럼) – 4:04 ("hitman" bang)
3. Bo Peep Bo Peep – 3:45 (Shinsadong Tiger, Choi Kyu-Sung)
4. Tic Tic Toc – 3:19 (Ahn Young-min)
5. Bye Bye – 3:34 (testo: Nam Ki-sang, Kang Jung-myung – musica: Nam Ki-sang)
6. Apple is A – 3:10 (testo: Ahn Young-min – musica: Cho Young-soo)
7. Falling U – 3:29 (Han Sang-won)
8. You You You (너너너) – 3:40 (testo: Kim Do-hoon, Kim Ki-bum, Rhymer – musica: Kim Do-hoon, Kim Ki-bum)
9. Lies (거짓말) (Dance Version) – 3:46 (testo: Ahn Young-min – musica: Cho Young-soo)
10. TTL (Time To Love) (feat. Supernova) – 3:38 (testo: Hwang Sung-jin, Rhymer, Joosuc – musica: Kim Do-hoon)
11. Lies (거짓말) (Slow Version) – 3:44 (testo: Ahn Young-min – musica: Cho Young-soo)
12. TTL Listen 2 (feat. Supernova) – 3:32 (testo: Rhymer, Sangchu – musica: Kim Do-hoon, Rhymer)
13. Good Person (좋은 사람) – 3:32 (testo: K-SMITH – musica: Han Sung-ho)
14. Wanna Play? (놀아볼래?) – 2:53 (testo: Ahn Young-min – musica: Cho Young-soo, Kim Tae-hyun)

- Tracce della ristampa, Breaking Heart:

1. I Go Crazy Because of You (너 때문에 미쳐) – 3:14 (testo: Wheesung – musica: Cho Young-soo, Kim Tae-hyun)
2. I'm Really Hurt (내가 너무 아파) – 3:14
3. One & One – 2:36
4. Like the First Time (처음처럼) – 4:04
5. Bo Peep Bo Peep – 3:45
6. Tic Tic Toc – 3:19
7. Bye Bye – 3:34
8. Apple is A – 3:10
9. Falling U – 3:29
10. You You You (너너너) – 3:40
11. Lies (거짓말) (Dance Version) – 3:46
12. TTL (Time To Love) (feat. Supernova) – 3:38
13. Lies (거짓말) (Slow Version) – 3:44
14. TTL Listen 2 (feat. Supernova) – 3:32
15. Good Person (좋은 사람) – 3:32
16. Wanna Play? (놀아볼래?) – 2:53

## Formazione
- Boram – voce, rapper
- Qri – voce
- Soyeon – voce
- Eunjung – voce, rapper
- Hyomin – voce, rapper
- Jiyeon – voce